# Marloes Hulshof
Marloes Anounk Hulshof (Albergen, 6 februari 1990) is een Nederlandse voetbalster die uitkomt voor FC Twente.

## Carrière

### Jeugd
Hulshof begon haar voetbalcarrière bij de Albergse voetbalvereniging De Tukkers. Ze speelde daar in jongenselftallen. In 2007 ging ze daarnaast ook bij FC Twente in de jeugd voetballen. Doordeweeks trainde ze bij FC Twente en De Tukkers. In het weekend speelde ze met De Tukkers dan een wedstrijd in competitieverband en met FC Twente speelde ze af en toe een oefenwedstrijd. Na één jaar in de Twente-jeugd werd ze overgeheveld naar het eerste elftal.

### FC Twente
Hulshof was een van de zes meisjes die in het seizoen 2008/09 doorstroomden naar het eerste elftal. Ze verwierf direct een basisplaats en speelde alle duels in dat seizoen. Ook in haar tweede seizoen was ze een constante factor in het elftal. Ze miste dat jaar slechts één duel. In seizoen 2010/11 verloor Hulshof haar basisplaats na de rentree van Marloes de Boer. Vaak werd ze nog wel als invaller gebruikt. Dat jaar werd ze met FC Twente landskampioen. Ook in het seizoen 2011/12 kon Hulshof door de doorbraak van Marthe Munsterman niet op een vaste basisplaats rekenen. Toch kwam ze negentien duels in actie voor de club.

### Nederlands elftal
Hulshof kwam bij het Nederlands elftal onder 19 jaar 21 maal in actie en scoorde twee keer voor de ploeg. Tevens werkte ze zich op tot aanvoerder van het elftal. In 2009 wordt ze door bondscoach Vera Pauw voor het eerst voor de A-kern opgeroepen. Ze werd geselecteerd voor een oefenduel tegen Be Quick '28 B1 (jongens), een duel dat 12 oktober wordt gespeeld en geen officiële interland betreft.

## Statistieken
| Seizoen         | Club            |                    | Competitie      | Competitie | Competitie | Beker | Beker | Continentaal1 | Continentaal1 | Overig2 | Overig2 | Totaal | Totaal |
| Seizoen         | Club            | Wed.               | Competitie      | Dlp.       | Wed.       | Dlp.  | Wed.  | Dlp.          | Wed.          | Dlp.    | Wed.    | Dlp.   |        |
| --------------- | --------------- | ------------------ | --------------- | ---------- | ---------- | ----- | ----- | ------------- | ------------- | ------- | ------- | ------ | ------ |
| 2008/09         | FC Twente       | Vlag van Nederland | Eredivisie      | 24         | 0          | 1     | 0     | –             | –             | –       | –       | 25     | 0      |
| 2009/10         | FC Twente       | Vlag van Nederland | Eredivisie      | 19         | 0          | 3     | 0     | –             | –             | –       | –       | 22     | 0      |
| 2010/11         | FC Twente       | Vlag van Nederland | Eredivisie      | 11         | 1          | 2     | 0     | –             | –             | –       | –       | 13     | 1      |
| 2011/12         | FC Twente       | Vlag van Nederland | Eredivisie      | 14         | 0          | 3     | 0     | 1             | 0             | 1       | 0       | 19     | 0      |
| Carrière totaal | Carrière totaal | Carrière totaal    | Carrière totaal | 68         | 1          | 9     | 0     | 1             | 0             | 1       | 0       | 79     | 1      |

Bijgewerkt op 22 mei 2012 11:14 (CEST)